# Hoppanemon
Hoppanemon (Stomphia coccinea) är en havsanemonart som först beskrevs av Otto Friedrich Müller 1776. Hoppanemon ingår i släktet Stomphia och familjen Actinostolidae. Inga underarter finns listade i Catalogue of Life.

## Beskrivning

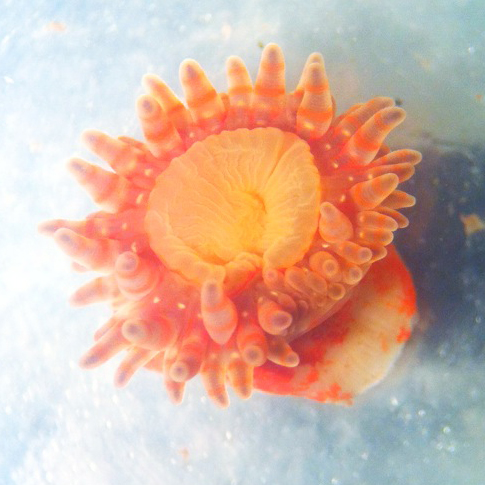
Stomphia coccinea

Hoppanemon är en kallvattenskrävande art som påträffas mellan tio och ner till 500 meters djup i norra delarna av både Atlanten och Stilla havet. Arten har observerats längs den svenska västkusten men är enligt den svenska rödlistan sårbar i Sverige..
Hoppanemonens kolumn kan bli upp till fem centimeter hög med en diameter på åtta centimeter. Tentaklerna, som helt kan dras in i kolumnen, är upp till fyra centimeter långa. Arten har den egenheten att den vid fara kan lossa från underlaget och med hastiga muskelsammandragningar ryckigt röra sig ett stycke framåt.
Det vetenskapliga namnet kommer från grekiska stomphos, bjärt eller skrytsam, och latinets coccineus, bär- eller scharlakansröd.